# Hospital San Rafael (Madrid)
El Hospital San Rafael de Madrid es un hospital médico quirúrgico de agudos, sin ánimo de lucro, perteneciente a la  Orden Hospitalaria de San Juan de Dios, que atiende a la población infantil y adulta del sector privado y público, y a todos aquellos otros pacientes cuya asistencia es financiada por la Obra Social de la Orden Hospitalaria.
Su misión es la prestación de servicios sanitarios especializados de diagnóstico y tratamiento, con equipos de trabajo multidisciplinares, que prestan a sus pacientes una atención personalizada e integral al considerar todos los aspectos de la persona enferma: físicos, psíquicos y espirituales. Dicha misión está decididamente orientada por los valores de la Hospitalidad y compromiso social que promueve la Orden Hospitalaria de San Juan de Dios.
Complementariamente a sus actividades asistenciales, realizamos otras para la docencia de pre y postgrado en el ámbito de las Ciencias de la Salud.
El Hospital San Rafael está dotado de 145 Habitaciones Individuales, UCI Pediátrica y Adultos, 6 Quirófanos, Hospital de Día Quirúrgico, Hospital de Día Oncológico Pediátrico, Sala de Endoscopias, Sala de Hemodinámica, Urgencias Médico-Quirúrgicas tanto Pediátricas como de Adultos (24 horas), 60 Consultas Externas, Servicio de Odontopediatría y Estomatología de adultos, 2 Resonancias Magnéticas, 1 Tac, Neuronavegador, Unidad Cardiovascular y Hemodinámica, Cirugía de Láser Prostático, Mamógrafo, Unidad de Cirugía Robótica, y una amplia Cartera de Servicios Asistenciales con los más acreditados profesionales.

## Historia

### Antecedentes
La historia hospitalaria de los hermanos de San Juan de Dios se remonta al 1552 cuando se procede a la fundación del antiguo Hospital de Nuestra Señora del Amor de Dios en la calle de su mismo nombre (situada muy cerca de la calle Atocha). Sin embargo, no fue hasta 1892 cuando se fundó el hospital San Rafael en Pinto, como asilo de niños raquíticos y escrofulosos pobres, teniendo este edificio una capacidad para 25 niños.
Ya en 1900 se traslada el Hospital al Paseo de las Acacias 6, en Madrid, donde se inició un servicio de consultas externas gratuitas, dónde se logró atender a más de 1.500 niños gracias a las aportaciones económicas voluntarias de los madrileños. En 1912 se produce el traslado del hospital de nuevo, en esta ocasión a los Altos del Hipódromo en la carretera de Chamartín, donde se amplió su capacidad hasta 120 camas para atender a niños con tumores blancos, mal de Pott, raquitismos y parálisis infantil. En 1915 se declara el Asilo San Rafael como Establecimiento de Beneficencia particular. En 1923 el Asilo se consolida como sanatorio ortopédico, ampliando sus servicios con laboratorio, radiología, taller ortopédico y una escuela para niños ingresados, seguido en 1934 por una nueva ampliación hasta las 250 camas.
En 1936 es incautado por la Junta de Beneficencia y Asistencia Social, instalándose en el mismo, primero una cárcel de mujeres, y más tarde un Hospital Militar (Hospital número 21), hasta que en 1939 vuelve a ser asilo infantil. En 1957 se incorporan las especialidades de oftalmología, odontología, otorrinolaringología, dermatología y fisioterapia y laboratorio.

### El edificio actual
En 1969 es inaugurado el actual edificio, denominándose inicialmente Hospital Infantil San Rafael, dónde se instaurarían los servicios de urgencias y UCI pediátrica en 1985 y 1988 respectivamente. Hasta 1997 no se produjo ninguna reforma, siendo en este año cuando se diese el pistoletazo de salida a una reforma amplia y profunda, con la que se dotó al hospital de un nuevo bloque quirúrgico y de dos UVIs (pediátrica y de adultos), así como una reorganización de los servicios ya presentes. Sin embargo, ni las urgencias ni la UVI de adultos fueron inaugurados hasta el año 2000, en 2002 se abrió el Hospital de Día de Oncología Infantil y en 2003 se creó el Instituto de Cirugía Maxilofacial. En  2004 el hospital obtiene el Sello de Calidad Europea, a través del Modelo EFQM.
En 2009 se incorporó la especialidad de Cardiología Intervencionista y Cirugía Cardíaca, junto con una sala de Hemodinámica. En 2010 se incorporaría la especialidad de Cirugía Torácica a la cartera de servicios.
En  2011 se incorporó la especialidad de Psiquiatría Infantil y se renovó el Sello de Excelencia Europea 400+.
En 2012 el hospital celebra el 120 aniversario de su nacimiento e incorpora el Mamógrafo Digital de altas prestaciones. En 2013 se inauguran las nuevas instalaciones del Colegio de Educación Especial Hospital San Rafael y se renueva el Sello de Excelencia EFQM 400+ de calidad. Además se incorpora la Rehabilitación Cardíaca y la Unidad de Epilepsia Compleja. También se crea, junto a otros hospitales católicos de Madrid, la Asociación de Hospitales Católicos de Madrid, y se incorpora el hospital a las redes sociales (Facebook https://www.facebook.com/hospitalsanrafaelmadrid).
En 2014, se crea la Unidad de Cirugía Robótica y la Consulta de Medicina del Adolescente.

## Características
El hospital, cuenta con 145 habitaciones individuales, 6 quirófanos, y 15 puestos de UVI (7 en la de adultos y 8 en la pediátrica).
El edificio tiene cinco plantas en superficie, planta baja y una bajo superficie, y está estructurada en dos grandes alas cada una de las plantas con un centro común donde se ubican los ascensores y las escaleras, además de zonas de descanso. Tiene una disposición vertical, como la gran mayoría de hospitales de su época, dotándose además su ubicación en el centro de Madrid con la presencia de pequeños espacios abiertos y verdes en el propio complejo; contándo además con aparcamiento público en su interior.

## Servicios
El centro dispone de tecnología de última generación en medicina nuclear, radioterapia y radiodiagnóstico. Además, los profesionales sanitarios cuentan con historiales clínicos informatizados para agilizar las consultas.
Cuenta con las siguientes especialidades:
1. Alergología
2. Análisis Clínicos: Laboratorio
3. Anatomía Patológica
4. Anestesiología y Reanimación
5. Angiología y Cirugía Vascular
6. Aparato Digestivo Adultos
7. Aparato Digestivo Infantil
8. Cardiología Adultos
9. Cardiología Pediátrica
10. Cirugía Cardiaca Adultos
11. Cirugía Craneofacial
12. Cirugía General y del Aparato Digestivo
13. Cirugía Máxilofacial Adultos
14. Cirugía Máxilofacial Infantil
15. Cirugía Pediátrica
16. Cirugía Plástica, Reparadora y Estética
17. Cirugía Robótica[5]
18. Cirugía Torácica
19. Dentista/Odontología
20. Dermatología
21. Diagnóstico por Imagen (Radiodiagnóstico)
22. Endocrinología y Nutrición
23. Estimulación Precoz-Atención Temprana
24. Fisioterapia
25. Ginecología
26. Hematología y Hemoterapia
27. Hemodinámica. Intervencionismo Cardiovascular y Electrofisiología Cardíaca
28. Infectología Pediátrica
29. Logopedia
30. Medicina del Adolescente
31. Medicina Interna
32. Nefrología Pediátrica
33. Neumología Adultos
34. Neumología Pediátrica
35. Neurocirugía
36. Neurología Adultos
37. Neurología Pediátrica
38. Odontoestomatología/Odontopediatría/Ortodoncia
39. Oftalmología Adultos
40. Oftalmología Pediátrica
41. Oncología Pediátrica
42. Otorrinolaringología Adultos
43. Otorrinolaringología Pediátrica
44. Pediatría
45. Psicología Clínica Adultos
46. Psicología Clínica Infantil
47. Psiquiatría Infantil
48. Radiodiagnóstico (Diagnóstico por Imagen)
49. Rehabilitación
50. Traumatología y Cirugía Ortopédica Adultos
51. Traumatología y Cirugía Ortopédica Pediátrica
52. Unidad de Cirugía Robótica
53. Unidad de Cuidados Intensivos Adultos
54. Unidad de Cuidados Intensivos Pediátrica
55. Unidad de Epilepsia Compleja
56. Urología Adultos
57. Urología Pediátrica

## Localización
El hospital está situado muy cerca del centro, lo que lo ubica en una posición prácticamente equidistante de las principales arterias de comunicación de la ciudad, además de contar con una red integral de transporte público.
Medios de transporte
El hospital está conectado con los principales barrios de la población de la capital, mediante las siguientes líneas:
- EMT Madrid
  - Línea 7
  - Línea 43
  - Línea 51
  - Línea 120
  - Línea 122

- Metro de Madrid
  - Línea 6 (República Argentina)
  - Línea 8 (Colombia)
  - Línea 9 (Colombia y Concha Espina)
  - Línea 10 (Santiago Bernabéu)